# Mikołaj Trzebuchowski
Mikołaj Trzebuchowski herbu Ogończyk (zm. 6 stycznia 1563) – kasztelan gnieźnieński w latach 1558–1563, podkomorzy koronny w latach 1553–1563, podkomorzy królewski od 1553 roku, podkomorzy dobrzyński w latach 1558–1563, wojski kruszwicki w latach 1556–1558, podkomorzy inowrocławski w latach 1553–1556, burgrabia krakowski w latach 1552–1559, pisarz kancelarii koronnej w Wilnie w 1547 roku, sekretarz królewski w 1552 roku, starosta bełski w latach 1560–1563, starosta lelowski, starosta brzeskokujawski w latach 1550–1563.
W 1538 roku studiował w Wittenberdze, będąc sympatykiem reformacji nie odstąpił od katolicyzmu.